# Расмус Врано
Расмус Врано (швед. Rasmus Wranå) — шведський керлінгіст, олімпійський чемпіон та медаліст, дворазовий чемпіон  Європи, призер чемпіонату світу серед змішаних команд. 
Срібну олімпійську медаль  Врано виборов на Пхьончханській олімпіаді 2018 року, граючи другим у команді Нікласа Едіна. 

## Виноски
1. ↑  https://www.olympedia.org/athletes/138170
2. ↑  Результати на сайті результатів і статистики Всесвітньої федерації керлінгу (чоловічий турнір) [Архівовано 16 грудня 2017 у Wayback Machine.] (англ.)

| Kmjhksyscn | Це незавершена стаття про кьорлінґіста чи кьорлінґістку. Ви можете допомогти проєкту, виправивши або дописавши її. |